# Cobbtown
Cobbtown – miasto w Stanach Zjednoczonych, w stanie Georgia, w hrabstwie Tattnall.